# Cantonul Montbéliard-Est
Cantonul Montbéliard-Est este un canton din arondismentul Montbéliard, departamentul Doubs, regiunea Franche-Comté, Franța.

## Comune
- Bethoncourt
- Montbéliard (parțial, reședință)